# Muhammet Besir
Muhammet Besir (* 1. Januar 1997 in Araklı) ist ein türkischer Fußballspieler.

## Karriere

### Verein
Besir begann mit dem Vereinsfußball 2008 in der Jugendabteilung von Araklıspor, dem Verein seiner Heimatstadt Araklı. 2010 wechselte er in die Nachwuchsabteilung von Trabzonspor. Nachdem er im Februar 2013 an die Nachwuchsabteilung von 1461 Trabzon, dem Zweitverein Trabzonspors, abgegeben wurde, kehrte er im Januar 2014 wieder zu Trabzonspor zurück.
Im August 2015 erhielt er von Trabzonspor zwar einen Profivertrag, spielte aber weiterhin für die Nachwuchs- bzw. Reservemannschaft des Vereins. Erst im Dezember 2015 wurde er in den Profikader aufgenommen und gab in der Erstligapartie vom 7. Dezember 2015 gegen Eskişehirspor sein Profidebüt. In dieser Begegnung gelang ihm auch sein erstes Tor im Profibereich. Für die Saison 2016/17 wurde er gemeinsam mit seinem Teamkollegen Batuhan Artarslan an den Zweitligisten Şanlıurfaspor ausgeliehen. Er kehrte von diesem Verein bereits zur Rückrunde zurück und wurde für diese an den Zweitverein, an den Drittligisten 1461 Trabzon, ausgeliehen. Zur Saison 2017/18 wurde er an den Zweitligisten Samsunspor ausgeliehen. Dieser verpflichtete ihn fest nach Ende der Leihe, verlieh ihn aber seinerseits wieder zwei Mal. 2020 unterschrieb Besir bei Turgutluspor, im  Jahr darauf bei Niğde Anadolu FK. Seit Januar 2022 läuft er für Etimesgut Belediyespor in der TFF 2. Lig auf.

### Nationalmannschaft
Besir startete seine Nationalmannschaftskarriere 2015 mit einem Einsatz für die türkische U-19-Nationalmannschaft.